# 浪漫 (石井竜也のアルバム)
『浪漫』（ろまん）は、2002年3月27日に発売された石井竜也4枚目のスタジオ・アルバム。

## 解説
前作『GUY』から2年振り。プロデューサーに金子隆博を迎え「地に足をつけた」曲で構成。
本作の完全生産限定盤はCDに加え、オブジェ『it-man』（イットマン）とイタリアで撮影された写真集がついて税抜価格29800円という大変高価なアルバムだった。
初回生産限定盤はCDと前述の写真集は完全生産限定盤と変わりないが、it-manオブジェの代わりにit-man携帯ストラップが付属。
ジャケットは完全生産限定盤、初回生産限定盤、通常盤でそれぞれ異なる。

## 収録曲
- 全作詞・作曲：石井竜也
- 編曲：金子隆博（特記以外）

1. KISS
2. あなたに
9thシングル。
3. 予感
MINAKOに提供した同曲[5]のセルフカヴァー。
歌詞はMINAKOのものと若干異なる。
4. ALWAYS
5. ON MY OWN
6. 夢の中
元々はテレビ東京『音楽空間アンモナイト』内にて石井含むメンバー全員が侍の扮装をしたバンド『EDO'S』の楽曲として発表された曲。
ミュージック・ビデオは幕末を舞台にした時代劇となっており、劇中で殺陣を披露している[6]。
7. 純
8. LOST IN TIME
チェン・ミンが二胡で参加。
9. 透明
間奏部分に台詞がある。
10. 遠くへ…(album mix)
（編曲：辰巳博成）
8thシングルのアルバム・ヴァージョン。
シングル・ヴァージョンにはなかったピアノが追加。
イントロが少しカットされ、ヴォーカルが強調された。
11. SUGAR
12. DO YOU REMEMBER
歌詞のほとんどが英語詞で構成されている[7]。